# بيل إينغليز
بيل إينغليز هو لاعب هوكي الجليد كندي، ولد في 11 مايو 1943 في أوتاوا في كندا.

## وصلات خارجية
- بيل إينغليز على موقع دوري الهوكي الوطني (الإنجليزية)
- بيل إينغليز على موقع EliteProspects.com (الإنجليزية)
- بيل إينغليز على موقع HockeyDB.com (الإنجليزية)
- بيل إينغليز على موقع Hockey-Reference.com (الإنجليزية)